# Speciální čarodějnický díl XX
Speciální čarodějnický díl XX (v anglickém originále Treehouse of Horror XX) je 4. díl 21. řady (celkem 445.) amerického animovaného seriálu Simpsonovi. Scénář napsal Daniel Chun a díl režírovali Mike B. Anderson a Matthew Schofield. V USA měl premiéru dne 18. října 2009 na stanici Fox Broadcasting Company a v Česku byl poprvé vysílán 23. září 2010 na stanici Prima Cool.

## Děj
Díl je rozdělen na tři části: Vražda na objednávku neboli Objednávka na vraždu (Dial 'M' for Murder or Press '#' to Return to Main Menu), Nedělejte kraviny, lidi (Don't Have a Cow, Mankind) a Všude dobře, u Vočka nejlíp (There's No Business Like Moe Business).

### Úvod
Na začátku začnou z hrobu vstávat příšery upír, mumie, Frankenstein a vlkodlak. Vydají se do města, kde jim místní sígři řeknou, že se svými kostýmy jsou staré „vykopávky“. Převléknou se tedy za Harryho Pottera, Iron Mana a Jacka Sparrowa. Náhodou se dostanou na oslavu v domě Simpsonových. Začnou se tam bavit s ostatními ženami. Náhle do domu Simpsonových vtrhnou jejich manželky a začnou je masakrovat. Homer je naštve a ony mu utrhnou hlavu.

### Vražda na objednávku neboli Objednávka na vraždu
Líza si myslí, že ji paní učitelka Hooverová vybere jako reprezentantku na letošní literární olympiádě. Vybere si místo ní jiného jejího spolužáka. Líza ho nařkne z podvodu a skončí po škole. Tam je i Bart. Oba se spolu domluví, že se navzájem pomstí svým učitelkám. Líza to ale špatně pochopí a učitelku Krabapelovou jenom prozvoní, zatímco Bart Hooverovou zabije. Na oplátku ale chce totéž i od Lízy. Ona odmítne. Bart ji nestále pronásleduje a ona nakonec místo toho zabije jeho.

### Nedělejte kraviny, lidi
Krusty Burger předvádí nový hamburger2. Hamburgery jsou však závadné a lidé, kteří hamburgery jedí, se promění v zombie. Koho zombie kousne, promění se v ni také. Nákaza se začne rychle šířit po celém městě. Po 28 dnech už je většina lidí nakažených. Simpsonovi stále odolávají a nemají už co jíst. Bart dalekohledem objeví hamburger. Sní ho, ale zombie se z něj nestane. Simpsonovi zjistí, že Bart je imunní a že je v jeho těle klíč k záchraně lidstva. Musí ho ale dostat do „bezpečné zóny“ za městem. Apu jim pomůže se tam dostat. Aby ostatní přežili, musí sníst Bartovo maso. Líza ale vymyslí jiný způsob – Bart se vykoupe v jejich jídle.

### Všude dobře, u Vočka nejlíp
Část se odehrává jako muzikál – Homer s Marge jsou U Vočka. Vočko musí jít do sklepa protáhnout trubky a Homer se napije z volné pípy. Neudrží ale rovnováhu a spadne do trubek, nabodne se na ně a začne umírat. Vočko namluví Marge, že ji Homer opustil. Navíc se Homerova krev dostala do piva, které Vočko načepuje pro Marge. Marge se piva napije a do Vočka se zamiluje. Při pauze si Kang a Kodos muzikál velmi pochvalují. Po týdnu se Marge znovu vydá do Vočkovy hospody. Vočko narafičí dopis od Homera, kde ji přemlouvá, aby na něj zapomněla. Homer se naštve, dostane se z trubek, Vočka zabije a dostane Marge zpátky.

## Kulturní odkazy
První část obsahuje parodie na filmy Alfreda Hitchcocka Psycho, Cizinci ve vlaku, Na sever severozápadní linkou a Spellbound a také odkaz na film Vertigo (zejména Vertigo efekt). V první části je hojně použito hlavní téma z filmu Psycho od Bernarda Herrmanna. 
Druhá pasáž je parodií na britský horor 28 dní poté z roku 2002 a obsahuje také odkazy na filmy Potomci lidí a Já, legenda. Anglický název třetí části dílu There's No Business Like Moe Business je parodií na píseň „There's No Business Like Show Business“ z filmu Annie Get Your Gun. Epizoda byla inspirována filmem Sweeney Todd: Ďábelský holič z Fleet Street z roku 2007.

## Přijetí
V původním americkém vysílání díl sledovalo 8,59 milionu diváků a byl nejsledovanějším pořadem bloku Animation Domination stanice Fox, před Americkým tátou a Cleveland show. Díl byl čtvrtým nejsledovanějším pořadem stanice Fox po Dr. Houseovi, The OT a Griffinových v demografické skupině diváků od 18 do 49 let.
Robert Canning z IGN epizodu pochválil a uvedl, že „se jedná o skvělý doplněk k halloweenským speciálům seriálu“. Líbily se mu všechny příběhy a napsal, že část Sweeney Todd byla „příjemnou lahůdkou“. Podotkl také, že odvysílání tohoto Speciálního čarodějnického dílu před halloweenem, což se stalo poprvé po deseti letech, muselo „něco znamenat“. Server Screen Rant díl označil za nejlepší epizodu 21. řady.
Epizoda získala cenu za nejlepší scénář v televizní produkci na 37. ročníku cen Annie.